# Милоснице
Милоснице или милостиве су демони болести у словенској митологији.

## Име
Милоснице су познате и као милостиве, добре мајке, тетке, чумирол итд.
Ова имена су им додељена како би их народ умилостивио.
Лична имена милосница су заборављена. Народ је веровао да ако се демону или божанству изговори лично име, да је то равно дозивању тог бића.

## Опис
Милоснице су описане као жене у црнини. Крећу се саме или у групи. Милоснице су невидљива бића и свака од њих је носила неку болест. Епидемије су изазивале удруженим снагама.

## Способности
Милоснице су невидљива митска бића и могле су да донесу болест било коме у било ком периоду. Од Милосница није било спаса. У зависности колико је милосница било умешано у напад, таквог је интензитета била епидемија коју су милоснице изазивале. Број милосница никад није био исти, мерио се бројем различитих болести које су напале: гушобоља, богиње, шарлах, итд.

## Одбрана
Од милосница није било спаса, али постојао је обред терања милосница. Када би народ осетио да ће ускоро напасти нека болест или је кренула нека епидемија. На улазима у село и по његовим раскрсницама би се ложила ватра. Делила би се храна и пиће на одређеним местим, па чак и нека врста свечаности са музиком и забавом. Народ је веровао да би тиме терали милоснице и болест које носе. Овакви обреди су се звали Тетке (Тејке) или Баба Каља.